# Maria Netejesova
Maria Vjatsjeslavovna Netejesova (Russisch: Мария Вячеславовна Нетёсова) (Jekaterinenburg, 26 mei 1983) is een Russisch gymnaste.
Op de Olympische Zomerspelen 2000 in Sydney behaalde Netejesova ze met het Russische team goud bij de Ritmische gymnastiek teamwedstrijd. 
1996: Baldó, Cabanillas, Giménez, Guréndez, Lamarca, Martínez ·
2000: Belova, Lavrova, Netejesova, Sjimanskaja, Tsjalamova, Zilber ·
2004: Beloegina, Glatskich, Koerbakova, Lavrova, Moerzina, Posevina ·
2008: Alijtsjoek, Gavrilenko, Gorboenova, Posevina, Sjkoerichina, Zoejeva ·
2012: Bliznjoek, Donskova, Doedkina, Makarenko, Nazarenko, Svastjanova ·
2016: Birjoekova, Bliznjoek, Maksimova, Tatareva, Tolkatsjova ·
2020: Dyankova, Kiryakova, Radukanova, Traets, Zafirova ·
2024: Guo, Hao, Huang, Wang, Ding